# كوندويلو بيريز
كوندويلو بيريز (بالإسبانية: Conduelo Píriz) (17 يونيو 1905 في مونتيفيديو ، الأوروغواي – 25 ديسمبر 1976) لاعب كرة قدم أوروغواياني كان يجيد اللعب في خط الوسط . ساهم في تتويج منتخب بلاده ببطولة كأس العالم لكرة القدم 1930 التي استضافتها الأوروغواي على الرغم من أنه لم يلعب أي مباراة .

## وصلات خارجية
- كوندويلو بيريز على موقع الاتحاد الدولي (مؤرشف)  (الإنجليزية)
- كوندويلو بيريز على موقع قاعدة بيانات كرة القدم.إي يو (الإنجليزية)
- كوندويلو بيريز على موقع ناشيونال فوتبول تيمز (الإنجليزية)
- كوندويلو بيريز على موقع Soccerway.com (الإنجليزية)
- كوندويلو بيريز على موقع عالم كرة القدم.نت (الإنجليزية)
- هذا تشكيلات أبطال كؤوس العالم لكرة القدم
- إسبورتي[وصلة مكسورة]